# Karl Schmitz-Moormann
Karl Maria Anton Schmitz-Moormann (* 14. März 1928 in Freiburg im Breisgau; † 10. Oktober 1996 in Princeton) war ein deutscher Philosoph und Theologe.

## Leben
Von 1946 bis 1948 studierte er an der Universität Münster, von 1948 bis 1949 an der Universität München und von 1949 bis 1952 in Münster Philosophie, lateinische Philologie, Germanistik und katholische Theologie (1952 Staatsexamen für das Lehramt an Höheren Schulen in Münster und Vorbereitungsdienst für das Lehramt). Nach der Promotion 1957 zum Dr. phil. bei Fritz Leist an der Philosophischen Fakultät in München und 1969 zum Dr. theol. an der Katholisch-theologischen Abteilung der Ruhr-Universität Bochum bei Paul-Werner Scheele war er Assistent bei Paul-Werner Scheele. Von 1973 bis 1993 lehrte er als Professor für Philosophie und Anthropologie an der Fachhochschule Dortmund. Gastprofessuren führten ihn an die University of San Francisco (1978), ans St. Andrew College der University of Sydney (1982) und ans Princeton Theological Seminary (1996).

## Schriften (Auswahl)
- Menschenwürde, Anspruch und Wirklichkeit. Zürich 1979, ISBN 3-7201-5117-4.
- Alkoholgebrauch und Alkoholismusgefährdung bei alten Menschen. Geesthacht 1992, ISBN 3-87581-099-6.
- Pierre Teilhard de Chardin. Evolution – die Schöpfung Gottes. Mainz 1996, ISBN 3-7867-1901-2.
- Materie – Leben – Geist. Evolution als Schöpfung Gottes. Mainz 1997, ISBN 3-7867-2031-2.